# John Rawls
John Rawls (ur. 21 lutego 1921 w Baltimore w stanie Maryland, zm. 24 listopada 2002 w Lexington w stanie Massachusetts) – amerykański filozof, zajmujący się etyką i filozofią polityczną. Jest uznawany za jednego z najbardziej wpływowych myślicieli politycznych XX wieku. 
Stworzona przez niego teoria sprawiedliwości  ma charakter liberalny i określana jest jako „egalitaryzm demokratyczny”.

## Życiorys

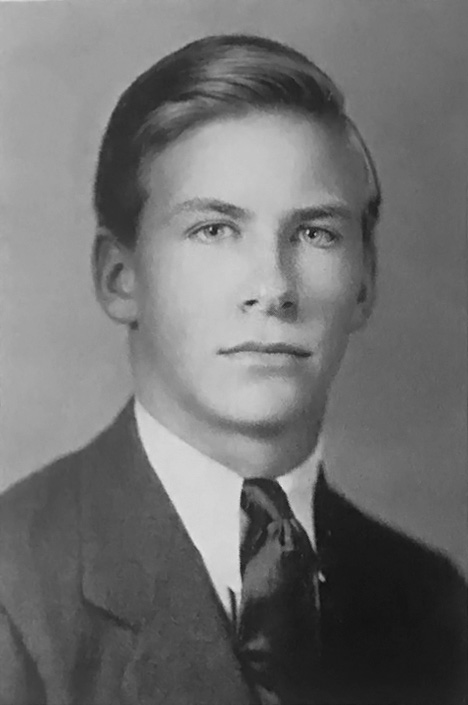
John Rawls w 1937

Urodził się w Baltimore w 1921. W 1943 skończył studia licencjackie (BA) w zakresie studiów humanistycznych na Uniwersytecie Princeton. Zastanawiał się nad wstąpieniem do seminarium duchownego, ale ostatecznie postanowił zaciągnąć się do armii. Jako żołnierz piechoty walczył w II wojnie światowej na Pacyfiku. Widział skutki ataku atomowego na Hiroszimę, co skłoniło go do powrotu do kariery akademickiej po zakończeniu wojny. W trakcie wojny stracił wiarę chrześcijańską i został ateistą. Podjął studia magisterskie w Princeton, a w 1950 ukończył tam doktorat (temat: A Study in the Grounds of Ethical Knowledge: Considered with Reference to Judgments on the Moral Worth of Character) i rozpoczął pracę naukową.
W 1952 uzyskał stypendium Fulbrighta i wyjechał na Uniwersytet Oksfordzki. Spotkał tam m.in. Isaiaha Berlina i Herberta L.A. Harta. Powrócił do Stanów Zjednoczonych do pracy na Uniwersytecie Cornella. W 1962 został zatrudniony na Uniwersytecie Harvarda, gdzie pracował do emerytury.
Pomimo serii udarów (pierwszy w 1995) nadal pracował i publikował nowe prace. Zmarł w 2002 w Lexington.

## Filozofia

### Teoria sprawiedliwości
W Teoria sprawiedliwości (1971) Rawls zaproponował teorię „sprawiedliwości jako bezstronności” (justice as fairness), która miała stać się podstawą współczesnych ustrojów demokratycznych. Praca Rawlsa spowodowała ożywienie całej filozofii politycznej i odrodzenie teorii kontraktualnej, przeciwstawianej podejściu utylitarnemu. Teoria Rawlsa określa zasady sprawiedliwej dystrybucji dóbr w społeczeństwie, poprzez jego „strukturę podstawową” obejmującą podstawowe instytucje polityczne, prawne i społeczne.  
W koncepcji sprawiedliwości Rawls za pierwotny przedmiot ugody (umowy) uznaje zasady sprawiedliwości. Mają one regulować dalsze porozumienia międzyludzkie, dotyczące na przykład formy rządów. Jedną z cech koncepcji sprawiedliwości zaproponowanej przez Rawlsa jest założenie, że ludzie w sytuacji wyjściowej są „racjonalni i wzajemnie sobą niezainteresowani” – nie jest to egoizm, lecz niezajmowanie się interesami innych. Racjonalność ma przejawiać się szukaniem środków najbardziej efektywnych. 
Rawls rozwija procedurę pozwalającą osiągnąć powszechną zgodę co do zasad sprawiedliwości, jakie należy przyjąć w danym społeczeństwie. Najbardziej znanym i szeroko dyskutowanym elementem tej procedury jest eksperyment myślowy określany jako „zasłona niewiedzy” (veil of ignorance). Zgodnie z nim, podejmując decyzje co do wyboru zasad sprawiedliwości w strukturze podstawowej, powinno się zakładać, że jednostki nie dysponują takimi informacjami, jak ich miejsce w przyszłym społeczeństwie, posiadany majątek, status społeczny, skłonność do ryzyka, poglądy polityczne, wiek. Znajdują się one „za zasłoną niewiedzy”, a tym samym ich wybór nie jest stronniczy ze względu na przyszłe położenie w społeczeństwie.
Według Rawlsa spełnienie tych założeń prowadziłoby do wprowadzenia zasad sprawiedliwych dla wszystkich. Jeżeli jednostka nie zdaje sobie sprawy, w jakiej pozycji skończy w ustalanym przez siebie ładzie społecznym, będzie starała się ustalać bezstronne zasady dla tego społeczeństwa, nie nakierowane na jej potencjalne interesy czy koncepcje dobra. 
Stosując tę procedurę Rawls wyprowadza dwie podstawowe zasady sprawiedliwości, z czego druga składa się z dwóch elementów:  
1. Zasada wolności[14]: „Każda osoba powinna mieć równe prawo do jak najszerszego całościowego systemu równych podstawowych wolności, dającego się pogodzić z podobnym systemem dla wszystkich”. Ta zasada określana jest jako „zasada wolności”[15],
2. „Nierówności społeczne i ekonomiczne mają być tak ułożone...
a) aby były z jak największą korzyścią dla najbardziej upośledzonych”[16] [zasada dyferencji][13].
b) aby były związane z dostępnością do urzędów i stanowisk dla wszystkich, w warunkach autentycznej równości szans"[16] [zasada równości szans].

Wraz z pracą Rawlsa sprawiedliwość stała się głównym problemem filozofii politycznej, zasadniczo zmienił się jednak kierunek filozoficznej refleksji nad nią. Teorie sprawiedliwości zajmowały się nie kwestiami istoty sprawiedliwości, lecz raczej tym, jak projektować i reformować instytucje, by były one sprawiedliwe.

### Liberalizm polityczny
W latach 80. XX w. poglądy Rawlsa ewoluowały, co znalazło wyraz w pracy Liberalizm polityczny (1993).
W pracy tej Rawls nie tyle odrzucił swoje wcześniejsze poglądy z Teorii sprawiedliwości, lecz przedstawił ich inne uzasadnienie, podkreślając też odmienne, dotychczas pominięte elementy życia publicznego.
Liberalizm polityczny znacznie szerzej podejmuje problem różnorodności, wskazując na jego konsekwencje dla stabilności społeczeństwa. Nawet w „dobrze urządzonym” społeczeństwie, jednostki będą się zasadniczo różnić między sobą co do koncepcji dobra, a tym samym co do głębokich podstaw ich tożsamości. Te różnice w poglądach mogą być dobrze uzasadnione i jednocześnie nieusuwalne. Taki stan Rawls nazywa „rozumnym pluralizmem”. Decyzje podejmowane za zasłoną niewiedzy, obejmować muszą również niewiedzę co do koncepcji dobra. Tym samym końcowo przyjęte zasady sprawiedliwości muszą zakładać istnienie takiego rozumnego pluralizmu, czyli sytuacji w której w demokratycznym społeczeństwie ludzie będą naturalnie dążyć do różnych, czasem sprzecznych, wizji dobra. Jest to konsekwencją istnienia „rozległych doktryn moralnych”, takich jak religie czy szerokie doktryny świeckie. Chociaż każda z tych doktryn może opierać się na innych koncepcjach dobra i innych uzasadnieniach instytucji politycznych, to jest możliwe budowanie legitymacji porządku demokracji liberalnej poprzez „częściowy konsens” (overlapping consensus). Centralnym elementem Liberalizmu politycznego jest idea „rozumu publicznego” (public reason). Rawls argumentuje, że w kwestiach dotyczących podstawowych instytucji politycznych, obywatele powinni odwoływać się do argumentów, które mogą być zaakceptowane przez wszystkich, którzy uczestniczą w demokratycznym procesie oraz mieć na względzie dobro wspólne.

### Prawo ludów
W pracy Prawo ludów (1999) Rawls rozszerzył swoje koncepcje na sferę międzynarodową. Podstawowym problemem, z którym ta praca się mierzyła, są sprawiedliwe zasady polityki zagranicznej, oraz sposób w jaki demokracje liberalne mają współpracować z innymi państwami. Koncepcja Rawlsa odrzucała kosmopolityzm i zakładała pluralizm porządku międzynarodowego. Rawls wyróżnił kilka kategorii społeczeństw, wskazując, z którymi demokracje liberalne powinny współpracować dla ustanowienia stabilnego i sprawiedliwego porządku międzynarodowego, które państwa powinny być jedynie tolerowane, które należy zwalczać, a którym pomagać. Wskazał również zasady, na których powinno się opierać prawo międzynarodowe i zasady wojny sprawiedliwej. W porządku międzynarodowym również obowiązują zasady sprawiedliwości dystrybutywnej, jednak bez zasady dyferencji, ponieważ celem sprawiedliwej dystrybucji powinno być ustanowienie autonomii ludów.

## Upamiętnienie
- Jego imię nosi planetoida 16561 Rawls.

## Prace

### Książki
- 1950 A Study in the Grounds of Ethical Knowledge: Considered with Reference to Judgments on the Moral Worth of Character, praca doktorska;
- 1971 A Theory of Justice, wydanie poprawione w 1999;

- (pl) 1994 Teoria sprawiedliwości, tłum. Maciej Panufnik, Jarosław Pasek, Adam Romaniuk;
- (pl) 2009 Teoria sprawiedliwości (wydanie poprawione), tłum. Maciej Panufnik, Jarosław Pasek, Adam Romaniuk, Sebastian Szymański;

- 1993 Political Liberalism;

- (pl) 1998 Liberalizm polityczny, tłum. Adam Romaniuk;

- 1999 The Law of Peoples;

- 2001 Prawo ludów, tłum. Michał Kozłowski;

- 1999 Collected Papers;
- 2000 Lectures on the History of Moral Philosophy;
- 2001 Justice as Fairness: A Restatement;
- 2007 Lectures on the History of Political Philosophy;

- (pl) Wykłady z historii filozofii polityki, tłum. Sebatian Szymański;

- 2010 A Brief Inquiry into the Meaning of Sin and Faith.

### Artykuły i rozdziały w książkach
- 1951 Outline of a Decision Procedure for Ethics, "Philosophical Review", 60 (2): 177–197;
- 1955 Two Concepts of Rules, "Philosophical Review", 64 (1):3–32;
- 1957 Justice as Fairness, "Journal of Philosophy", 54 (22): 653–362;
- 1958 Justice as Fairness, "Philosophical Review", 67 (2): 164–194;
- 1963 The Sense of Justice, "Philosophical Review", 72 (3): 281–305;
- 1963 Constitutional Liberty and the Concept of Justice, "Nomos,  VI;
- 1964 Legal Obligation and the Duty of Fair Play, w: Sidney Hook (red.) Law and Philosophy: A Symposium, s. 3–18;
- 1967 Distributive Justice, w: Peter Laslett,  W. G. Runciman (red.), Philosophy, Politics, and Society, s. 58–82;
- 1968 Distributive Justice: Some Addenda, Natural Law Forum, 13: 51–71;
- 1969 The Justification of Civil Disobedience, w: Hugo Adam Bedau (red.), Civil Disobedience: Theory and Practice, s. 240–255;
- 1971 Justice as Reciprocity, w: Samuel Gorovitz (red.), Utilitarianism: John Stuart Mill: With Critical Essays, s. 242–268;
- 1972 Reply to Lyons and Teitelman, "Journal of Philosophy", 69 (18): 556–557;
- 1973 Author's Note, w: Thomas Schwartz (red.), Freedom and Authority: An Introduction to Social and Political Philosophy, s. 260;
- 1973 Distributive Justice, w: Edmund S. Phelps (red.), Economic Justice: Selected Readings, s. 319–362;
- 1974 Reply to Alexander and Musgrave, "Quarterly Journal of Economics", 88 (4): 633–655;
- 1974 Some Reasons for the Maximin Criterion." American Economic Review (May 1974), 64 (2): 141–146;
- 1975 Fairness to Goodness, "Philosophical Review", 84 (4): 536–554;
- 1975 The Independence of Moral Theory, "Proceedings and Addresses of the American Philosophical Association", 48: 5–22;
- 1975 A Kantian Conception of Equality, "Cambridge Review", 96 (2225): 94–99;
- 1977 The Basic Structure as Subject, "American Philosophical Quarterly, 14 (2): 159–165;
- 1978 Personal Communication, January 31, 1976, w: Thomas Nagel, The Justification of Equality;
- 1980 Kantian Constructivism in Moral Theory, "Journal of Philosophy", 77 (9): 515–572;
- 1982 The Basic Liberties and Their Priority, w: Sterling M. McMurrin (red.), The Tanner Lectures on Human Values, III, s. 1–87;
- 1982 Social unity and primary goods, w:  Amartya Sen, Bernard Williams (red.), Utilitarianism and beyond, s. 159–185;
- 1985 Justice as Fairness: Political not Metaphysical, "Philosophy & Public Affairs", 14 (3): 223–251;
- 1987 The Idea of an Overlapping Consensus, "Oxford Journal for Legal Studies", 7 (1): 1–25;
- 1988 The Priority of Right and Ideas of the Good, "Philosophy & Public Affairs", 17 (4): 251–276;
- 1989 The Domain of the Political and Overlapping Consensus, "New York University Law Review, 64 (2): 233–255;
- 1989 Themes in Kant's Moral Philosophy, w: Eckhart Forster, (red.), Kant's Transcendental Deductions: The Three Critiques and the Opus postumum, s. 81–113, 253–256;
- 1991 Roderick Firth: His Life and Work, "Philosophy and Phenomenological Research", 51 (1): 109–118;
- 1993 The Law of Peoples, "Critical Inquiry", 20 (1): 36–68;
- 1995 Political Liberalism: Reply to Habermas, "Journal of Philosophy", 92 (3):132–180;
- 1997 The Idea of Public Reason Revisited "Chicago Law Review", 64 (3): 765–807.

- (pl) 2001 O idei rozumu publicznego raz jeszcze, w: John Rawls, Prawo ludów, Warszawa 2001, s. 187-255.

## Nagrody i wyróżnienia
- Nagroda Schocka w dziedzinie logiki i filozofii[4]
- National Humanities Medal za zasługi na rzecz „odrodzenia wiary Amerykanów w demokrację”[4]